# Kick Axe
Kick Axe,,,,, est un groupe canadien de heavy metal, originaire de Regina, Saskatchewan. Influencé par l'arena rock des années 1970 et du début des années 1980, le groupe est surtout connu pour son album Vices, sorti en 1984, loué par des publications telles qu'AllMusic pour ses « riffs de guitare sales » et qui a notamment réussi à percer sur le marché américain. Le groupe connait un succès commercial modéré au milieu des années 1980 grâce aux singles Heavy Metal Shuffle, On the Road to Rock, With a Little Help from My Friends et Rock the World. Après la sortie de leur album Rock the World en 1986, Kick Axe se sépare et reste en hiatus pendant de nombreuses années. En 2004, le groupe réapparaît avec l'album Kick Axe IV.
La formation « classique » du groupe au milieu des années 1980 était composée de George Criston (chant), Larry Gillstrom (guitare solo), Raymond Harvey (guitare solo), Brian Gillstrom (batterie) et Victor Langen (guitare basse). Le chanteur Criston n'est pas revenu pour la réunion du groupe en 2004, remplacé par Gary Langen, qui était en fait un membre fondateur du groupe à la fin des années 1970.

## Histoire
McNary quitte le groupe en 1982, et après une recherche internationale, il est remplacé en 1983 par George Criston (de Milwaukee, Wisconsin), donnant à Kick Axe le « frontman distingué » qu'ils avaient longtemps désiré. Peu après son arrivée, le groupe signe un contrat avec la major Pasha Records. Leur premier album Vices sort en 1984 et est acclamé par la critique, et le groupe tourne derrière des groupes de premier plan comme Judas Priest, Whitesnake, Scorpions, et les compagnons de label de Pasha, Quiet Riot. Le troisième single de Vices (apparaissant uniquement sur la version cassette), une reprise de 30 Days in the Hight de Humble Pie. La chanson 30 Days in the Hole apparait sur la bande originale du film Up the Creek en 1984. La chanson est également apparue sur le premier des deux albums de compilation Muchmusic promouvant l'émission hebdomadaire Power Hour de la chaîne. Vices signifie pour Kick Axe le plus grand succès commercial atteignant la 126e place au Billboard 200 album chart. 
Le groupe se reformé en 2003 avec Gary Langen, membre originel, qui remplacera Criston, qui n'était pas disponible pour participer à la réunion en raison d'engagements professionnels antérieurs. Le nouvel album intitulé Kick Axe IV sort l'année suivante. En 2008, Gary Langen quitte le groupe et est remplacé par le nouveau chanteur Daniel Nargang, anciennement du groupe de metal Into Eternity, originaire de Regina. Le groupe continue à faire des tournées au Canada, et des festivals de rock,.

## Discographie

### Albums studio
- 1984 : Vices (66e au Canada)[16]
- 1985 : Welcome to the Club (#93 Canada)[17]
- 1986 : Rock the World
- 2004 : Kick Axe IV

### Albums live
- 1984 : Captured Live! (album promo)

### Singles
- 1981 : Weekend Ride et One More Time
- 1984 : On the Road to Rock et Stay on Top
- 1984 : Heavy Metal Shuffle
- 1985 : With a Little Help from My Friends et Can't Take It With You (79e au Canada[18])
- 1985 : Comin' After You et Feel the Power
- 1986 : The Chain et Red Line
- 1986 : Nothin's Gonna Stand In Our Way et Hunger (sorti hors du Canada sous le nom de Spectre General plutôt que Kick Axe[19],[20])